# Изоксафлютол
Изоксафлютол — почвенный системный гербицид избирательного действия из группы оксазолов, а точнее циклопропилизооксазолов. Используется для подавления широколистных и злаковых сорняков в посевах кукурузы при допосевном или довсходовом внесении.

## Получение
Изоксафлутолом можно получить в результате реакции 1-(4-трифторметил-2-метилсульфонилфенил)-3-циклопропил-2-этоксиметиленпропан-1,3-диона с гидроксиламином.

## Характеристики
Изоксафлутолом представляет собой белое твёрдое вещество, которое не растворяется в воде. Он стабилен в виде твёрдого вещества и в растворе при рН 6 и менее.

## Применение
Изоксафлютол относится к почвенным гербицидам, обладающим избирательным системным действием. Используется для уничтожения злаковых и широколистных сорняков в посевах кукурузы. Препараты на основе действующего вещества используются для опрыскивания почвы после посевов кукурузы до появления её всходов без заделки.
Изоксафлютол концентрируется в верхнем слое почвы и проникает в семена и проростки через семенную оболочку сорного растения, корни и ростки. Действующим началом гербицида является производное дикетонитрил, которое образуется в растении при открытии изоксазольного кольца и в условиях нормального увлажнения. Соотношение изоксафлютола и дикетонитрила зависит напрямую от уровня влажности почвы. При увеличении этого показателя возрастает образование дикетонитрила. При недостаточном увлажнении образование дикетонитрила приостанавливается. За счёт такого эффекта реактивации препарат вне зависимости от погодных условий сохраняет свою активность на протяжении длительного времени. Так, гербицид не проявляет активности при полном отсутствии осадков. После дождя листья сорняков начинают засыхать, после чего в течение 10 дней растение погибает.
Изоксафлютол практически весь сохраняется на поверхности почвы. Дикетонитрил отличается большей мобильностью. Вещество, перемещаясь по почвенному горизонту, локализуется в зоне основной массы корней сорняков в виде ленты, обеспечивая уничтожение уже взошедших или прорастающих из более глубоких слоёв почвы сорных растений.

## Токсикологические характеристики
Изоксафлютол достаточно подвижен в почве. Период полураспада составляет от 12 часов до 3 суток. Фитотоксичное производное дикетонитрил, в свою очередь, разлагается более медленно (Т50 = 20-30 суток).
Малотоксичен для теплокровных. ЛД50 для крыс > 5000 мг/кг при пероральном введении. Препараты на основе изоксафлютола относятся ко 2 классу опасности для человека и к 2 и 3 классам для пчёл. Симптомы отравления препаратом на основе изоксафлютола проявляются в раздражении слизистых оболочек, блефароспазме.